# Adam Laxalt

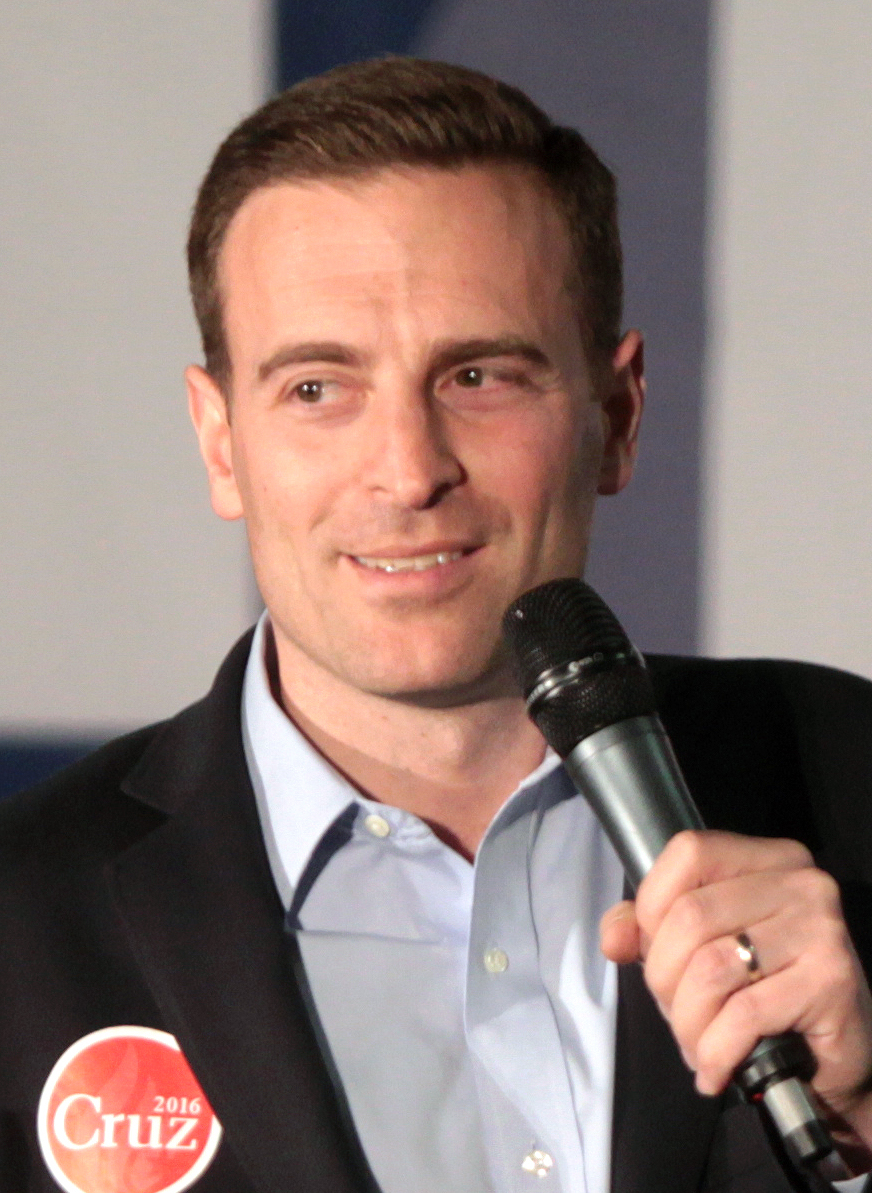
Adam Laxalt (2016)

Adam Paul Laxalt (/ˈlæksɔːlt/; * 31. August 1978 in Reno, Nevada) ist ein amerikanischer Jurist und Politiker. Von 2015 bis 2019 diente er als Attorney General des Bundesstaates Nevada. Er ist Mitglied der Republican Party und war deren Kandidat bei den Wahlen zum Senat der Vereinigten Staaten 2022.
Laxalt ist der Sohn des vormaligen US-Senators für New Mexico, Pete Domenici, sowie Enkel des ehemaligen Gouverneurs von Nevada und US-Senators, Paul Laxalt. Er erlangte 2005 seinen Jura-Abschluss an der Georgetown University und begann dann als Assistent des Under Secretary of State for Arms Control and International Security Affairs, John R. Bolton, sowie für Virginias US-Senator John Warner. Laxalt war auch als Anwalt tätig und von 2005 bis 2010 Mitglied des Navy Judge Advocate General’s Corps.
2014 wurde Laxalt als Nachfolger von Catherine Cortez Masto zum Attorney General Nevadas gewählt und diente eine Amtszeit lang von 2015 bis 2019. In dieser Funktion unterstützte er Gesetze, die Abtreibungen erschweren, bekämpfte bundesweite Regelungen zum Umweltschutz, widersetzte sich stärkeren Waffenkontrollen und lehnte ab, den Einfluss von ExxonMobil auf den Klimawandel untersuchen zu lassen.
Bei der Gouverneurswahl 2018 in Nevada unterlag er dem Demokraten Steve Sisolak. Auf Sisolak entfielen 49,39 % der abgegebenen Stimmen, auf Laxalt 45,31 %.
Bei den Senatswahlen 2022 war Laxalt Kandidat der Republikaner. Er unterlag der Demokratin Catherine Cortez Masto.

## Privates
Laxalt hat mit seiner Frau Jaime vier Kinder.